# Marek Londzin
Marek Londzin (ur. 22 kwietnia 1966 w Czechowicach-Dziedzicach) – polski duchowny luterański, w latach 2006–2023 proboszcz parafii ewangelickiej w Dzięgielowie i duszpasterz Ewangelickiego Diakonatu Żeńskiego Eben-Ezer, radca duchowny Rady Synodalnej Kościoła Ewangelicko-Augsburskiego w RP XIV kadencji 2017–2023.

## Życiorys
Studiował na Chrześcijańskiej Akademii Teologicznej w Warszawie. 13 października 1991 został ordynowany na duchownego ewangelickiego przez ks. bp Jana Szarka. W latach 1991–1994 był wikariuszem parafii św. Mateusza w Łodzi, zaś od 1 lipca 1994 wikariuszem parafii ewangelickiej w Istebnej. W 1999 został powołany na proboszcza tejże parafii, a 1 stycznia 2006 został wprowadzony w urząd proboszcza parafii ewangelickiej w Dzięgielowie. 17 września 2006 został również powołany i wprowadzony w urząd duszpasterza Ewangelickiego Diakonatu Żeńskiego Eben-Ezer w Dzięgielowie. Ks. Londzin jest także wicedyrektorem Ewangelickich Domów Opieki "Emaus" w Dzięgielowie. W kwietniu 2017 został wybrany radcą duchowym Rady Synodalnej Kościoła Ewangelicko-Augsburskiego w RP.
W 2023 roku zrezygnował ze stanowiska proboszcza w Dzięgielowie i został wyznaczony na stanowisko wikariusza parafii w Starym Bielsku.